# Ильеус-Итабуна (микрорегион)

Ильеус-Итабуна на карте.

Ильеус-Итабуна (порт. Microrregião de Ilhéus-Itabuna) — микрорегион в Бразилии, входит в штат Баия. Составная часть мезорегиона Юг штата Баия. 
Население составляет 1 020 642 человека (на 2010 год). Площадь — 21 238,952 км². Плотность населения — 48,06 чел./км².

## Демография
Согласно сведениям, собранным в ходе переписи 2010 г. Национальным институтом географии и статистики (IBGE), население микрорегиона составляет:						
| Полное население                             | Полное население                             | Полное население                             | Полное население                             | 1 020 642 |
| -------------------------------------------- | -------------------------------------------- | -------------------------------------------- | -------------------------------------------- | --------- |
| в том числе:                                 | Городское население                          | 803 376                                      | Процент городского населения, %              | 78,71     |
|                                              | Сельское население                           | 217 266                                      | Процент сельского населения, %               | 21,29     |
|                                              | Мужское население                            | 505 447                                      | Процент мужского населения, %                | 49,52     |
|                                              | Женское население                            | 515 195                                      | Процент женского населения, %                | 50,48     |
| Плотность населения, чел/км²                 | Плотность населения, чел/км²                 | Плотность населения, чел/км²                 | Плотность населения, чел/км²                 | 48,06     |
| Население микрорегиона в % к населению штата | Население микрорегиона в % к населению штата | Население микрорегиона в % к населению штата | Население микрорегиона в % к населению штата | 7,28      |

## Статистика
- Валовой внутренний продукт на 2003 год составляет 4 513 046 032,00 реалов (данные: Бразильский институт географии и статистики).
- Валовой внутренний продукт на душу населения на 2003 год составляет 4196,97 реалов (данные: Бразильский институт географии и статистики).
- Индекс развития человеческого потенциала на 2000 год составляет 0,664 (данные: Программа развития ООН).

## Состав микрорегиона
В составе микрорегиона включены следующие муниципалитеты:
1. Алмадина
2. Аратака
3. Аурелину-Леал
4. Барра-ду-Роша
5. Белмонти
6. Буэрарема
7. Камакан
8. Канавиейрас
9. Коараси
10. Фирмину-Алвис
11. Флореста-Азул
12. Ганду
13. Гонгожи
14. Говернадор-Ломанту-Жуниор
15. Ибикараи
16. Ибирапитанга
17. Ибиратая
18. Ильеус
19. Ипиау
20. Итабуна
21. Итакаре
22. Итажиба
23. Итажу-ду-Колония
24. Итажуипи
25. Итамари
26. Итапеби
27. Итапитанга
28. Итапе
29. Жусари
30. Маскоти
31. Нова-Ибия
32. Пау-Бразил
33. Санта-Крус-да-Витория
34. Санта-Лузия
35. Сан-Жозе-да-Витория
36. Теоландия
37. Убаитаба
38. Убатан
39. Уна
40. Урусука
41. Венсеслау-Гимарайнс